# Boštjan Žitnik
Boštjan Žitnik (Liubliana, 31 de marzo de 1971) es un deportista esloveno que compitió para Yugoslavia en piragüismo en la modalidad de eslalon. Ganó dos medallas en el Campeonato Mundial de Piragüismo en Eslalon, oro en 1993 y bronce en 1989.

## Palmarés internacional
| Representando a Yugoslavia |                             |                   |                |
| Campeonato Mundial         |                             |                   |                |
| Año                        | Lugar                       | Medalla           | Competición    |
| 1989                       | Río Savage (Estados Unidos) | Medalla de bronce | C1 por equipos |
| Representando a Eslovenia  |                             |                   |                |
| Campeonato Mundial         |                             |                   |                |
| Año                        | Lugar                       | Medalla           | Competición    |
| 1993                       | Mezzana (Italia)            | Medalla de oro    | C1 por equipos |